# معركة المارن الثانية
معركة المارن الثانية هي معركة بين القوات الألمانية وقوات الحلفاء في الحرب العالمية الأولى حدثت في الفترة 15 يوليو – 7 أغسطس 1918 على نهر المارن، وانتهت بانتصار قوات الحلفاء.
وقعت معركة المارن الثانية ما بين يوميْ 15 يولي و6 أغسطس 1918. وقد كانت هذه المعركة هي آخر هجوم ربيعي ألماني كبير على الجبهة الغربية أثناء الحرب العالمية الأولى. فشل الهجوم الألماني عندما شنت قوات الحلفاء هجوماً مضاداً بقيادة القوات الفرنسية وأدى إلى وُقوع خسائر فادحة في القوات الألمانية.

## خلفية
بعد إخفاق هجوم الربيع بإنهاء الصراع، اعتقد إريك لودندورف - الزعيم والجنرال والمُشرف البحري والقائد العسكريّ الفعليّ لألمانيا - الهجوم عبر الفلاندر سيُعطي ألمانيا نصراً حاسماً على قوات الحملة البريطانية، وقد كانت هي أكثر قوى الحلفاء تمرساً وخبرة في الجبهة الغربية آنذاك. ولكي يَتستر ويُعتم إريك على أهدافه ويُبعد قوات الحلفاء عن بلجيكا فقد خطط لشن هجوم ضخم مُضلل بحذاء نهر المارن.

## الهجوم الألماني

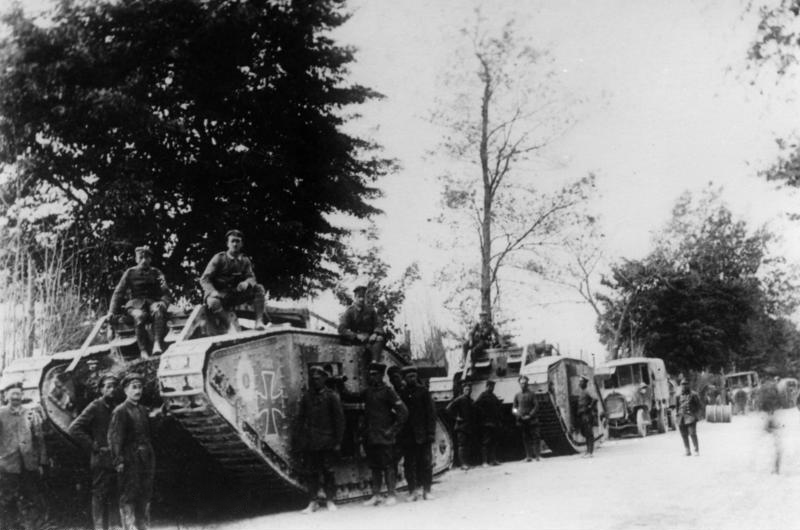
الجنود الألمان يَستخدمون دبابات مارك-1.

بدأت المَعركة في يوم 15 تموز (يوليو) عندما هَاجَمت 23 فرقة عسكرية من الجيشين الألمانيين الأول والثالث يَقودها الجنرالان «برنو فون مودرا» وكارل فون إينمين الجيش الفرنسيّ الرابع تحت قيادة هنري غورو في مكان يَقع شرق رانس (معركة كامبينغ الرابعة). وقد كانت «الفرقة العسكرية رقم 42 للولايات المُتحدة» مُتصلة بالجيش الفرنسيّ وقادها غورو آنذاك. وفي غضون ذلك، تحركت 17 فرقة تابعة للجيش الألماني السابع تحت قيادة «ماكس فون بويهن» يُعاونها الجيش التاسع لمُهاجمة الجيش الفرنسيّ السادس الذي تقوده «جين ديغوت» في غرب رانس (معركة جبل رانس). وقد أمل القائد الألماني «إيرك لودندروف» الانتصار على الفرنسيين في كلا المَعركتين.
توقف الهجوم الألمانيّ في شرق رانس خلال يومه الأول، لكن في غرب رانس كان الهجوم أعنف. فلم يَستطع المُدافعون الفرنسيون في الضفة الجنوبية للمارن الهرب من طلقات الألمان، وتحت إطلاق النار المُستمر احتشد فرسان العاصفة (قوات خاصة ألمانية) عبر النهر مُستخدمين كافة وسائل النقل المُمكنة بما في ذلك القوارب والأطواف والزوارق. وقد بدؤوا ببناء هياكل جسور في عشرات المناطق تحت نار الفرنسيين الناجين الذين لم تصبهم النيران أو الغاز. لكن بحلول المساء كان الألمان قد استطاعوا مد الجسر والسيطرة عليه على كلا ضفتي دورمان ذات عرض الـ15 كيلومتر وعُمق الـ8 كيلومترات بالرغم من اعتراض 225 قاذفة قنابل فرنسية لهم، والتي قذفت 44 طناً من القنابل على الجسور.